# Die Musikstunde (1953)
Die Musikstunde ist ein US-amerikanischer animierter Kurzfilm von Ward Kimball und Charles A. Nichols aus dem Jahr 1953.

## Handlung
Eine Eule kommt in ein Klassenzimmer und beginnt vor zahlreichen Vogelkindern eine Schulstunde. Thema sind die Musikinstrumente. Jede Musik einer Band geht auf vier Grundtöne zurück: Das Tuten (=Blechbläser, toot), das Flöten (=Holzbläser, whistle), das Zupfen (=Streichinstrumente, plunk) und das Schlaggeräusch (=Schlaginstrumente, boom). Die Entwicklung der einzelnen Geräusche wird vorgestellt:
Die Geschichte des Tutens beginnt wie die der anderen Instrumente beim „Höhlenmenschen“. Er hat ein primitives Horn, in das dieser bläst. Das Horn wird bei den Ägyptern verfeinert und später zu einem immer längeren Blechblasinstrument entwickelt, das von mehreren Pferden getragen werden muss und schließlich nach einem Reitunfall verbogen und verbeult ist und trotzdem noch gespielt werden kann. Die verschieden geformten Blechblasinstrumente entstanden und daraus schließlich die modernen Trompeten und ähnliche Instrumente, deren Krümmung durch Ventile geregelt wird.
Die Flöte des Höhlenmenschen, der sie noch nutzte, um dem Höhlenweibchen zu imponieren, wurde durch Löcher erweitert, die bei modernen Blasinstrumenten auch mechanisch durch Klappen geschlossen werden können – der Höhlenmensch, der das System noch nicht kannte, spielte zum Teil mit seinen Zehen.
Die Streich- und Zupfinstrumente wandelten sich vom Bogen des Höhlenmenschen zur aufwändigeren Harfe. Die Instrumente konnten wiederum gezupft oder mit einem Bogen gespielt werden. Es erscheinen in rascher Reihenfolge die verschiedensten Saiteninstrumente, darunter auch ein Klavier.
Während der Höhlenmensch noch auf seinen Bauch geschlagen hat, um ein Trommelgeräusch zu fabrizieren, erklärt die Eule, dass aus diesem einfachen Prinzip alle Instrumente entstanden, die klappern, rasseln oder Schlaggeräusche produzieren. Der Teil endet mit dem Einzug einer Marschkapelle.
Zusammengefasst wird erklärt, dass alle Musik, sei es japanische, lateinamerikanische, afroamerikanische oder orientalische, auf den vier Hauptgeräuschen beruht.

## Produktion
Die Musikstunde erschien am 10. November 1953 als Teil der Disney-Trickfilmserie Adventures in Music. Es war der erste Trickfilm, der in Cinemascope veröffentlicht wurde.

## Auszeichnungen
Die Musikstunde gewann 1954 den Oscar in der Kategorie „Bester animierter Kurzfilm“.
Auf dem Festival Internacional de Cine de Donostia-San Sebastián erhielt der Film die Silberne Muschel als „Bester Kurzfilm (Farbe)“.